# كأس البرازيل 1992
كأس البرازيل 1992 هو الموسم 4 من كأس البرازيل. أقيم خلال الفترة 7 يوليو 1992 وحتى 13 ديسمبر 1992، وأشرف على تنظيمه اتحاد البرازيل لكرة القدم، وكان عدد الأندية المشاركة فيه 32، وفاز فيه نادي إنترناسيونال.